# Ahmed Rachedi (Mila)
Pour les articles homonymes, voir Ahmed Rachedi et Rachedi.
Ahmed Rachedi (anciennement Richelieu) est une commune de la wilaya de Mila en Algérie.

## Géographie

### Situation
Le territoire de la commune de Ahmed Rachedi est situé au centre de la wilaya de Mila à 4 km au sud de Oued Endja.

### Reliefs, géologie, hydrographie
L'oued Redjas traverse la commune au nord ainsi que trois de ses affluents.

### Localités de la commune
La commune d'Ahmed Rachedi est composée de dix-sept localités :
- Abdallah
- Ahmed Rachedi Centre
- Aïn Djemil
- Bouchareb
- Douar Ouled Bouazoune
- El Betha
- El Guabel
- El Hamri
- El Kherba
- El Medagh
- Essed
- Guergour
- Kef
- Oued Drabla
- Saber
- Tamda
- Tabtab

| Tiberguent | Oued Endja    | Mila                |
| Bouhatem   | Ahmed Rachedi | Sidi Khelifa (Mila) |
| Bouhatem   | Aïn Mellouk   | Aïn Mellouk         |

a, Sabeur, Ain Djemil, Oued Nedjah, Merakchia, Ouled Bouazoune, Ain Choura, Taridalet.

## Toponymie
La commune porte le nom d'un martyr de la révolution algérienne, Ahmed Rachedi (1930-1957), mort au champ d'honneur le 12 mars 1957 près de Mechtat Taridalet, lors d’un assaut donné par le commandant Pierrot Lochard avec 600 hommes. Ahmed Rachedi est « mort debout » après avoir resisté avec d’autres combattants de l’ALN parmi lesquels Tahar Mammeri, Chekroud, Mehat et Belharous.
Ahmed Rachedi était responsable d'une zone s'étendant de Jijel à la gare Mechtat Larbi (au sud de Chelghoum Laid).

## Histoire
Le village colonial de Ghoumriane a été créé le 21 juillet 1892 sur le territoire du Douar Ghoumriane au sein de la commune mixte de Fedj M'Zala. Il prend le nom de Richelieu par décret le 28 décembre 1915. Elle est élevée au rang de commune en 1956, avant d'être intégrée à celle nouvellement créée de Oued Endja en 1963. Elle est recréée en 1984 sous le nom d'Ahmed Rachedi.

## Démographie
| 1897 | 1902 | 1987   | 1998   | 2008   |
| ---- | ---- | ------ | ------ | ------ |
| 69   | 146  | 11 298 | 14 489 | 15 819 |

## Personnalités liées à la commune
- Achour Cheurfi, journaliste, y est né en 1955.